# Tipula reedi
Tipula reedi är en tvåvingeart som beskrevs av Alexander 1934. Tipula reedi ingår i släktet Tipula och familjen storharkrankar. Inga underarter finns listade i Catalogue of Life.